# Quenton Jackson
Quenton Jackson (ur. 15 września 1998 w Los Angeles) – amerykański koszykarz, występujący na pozycji rzucającego obrońcy.
8 września 2023 dołączył do Chicago Bulls. 16 października 2023 został zwolniony.

## Osiągnięcia
Stan na 18 października 2023, na podstawie, o ile nie zaznaczono inaczej.
NJCAA
- Zaliczony do II składu konferencji Mid-Florida (2018)

NCAA
- Wicemistrz turnieju National Invitation Tournament (NIT – 2022)
- Uczestnik turnieju Portsmouth Invitational Tournament (2022)
- Zaliczony do:
  - I składu turnieju:
    - konferencji Southeastern (SEC – 2022)
    - National Invitation Tournament (2022)

  - II składu SEC (2022)
- Zawodnik tygodnia konferencji SEC (29.11.2021, 7.03.2022)